# Eurycorypha zebrata
Eurycorypha zebrata är en insektsart som beskrevs av Bruner, L. 1920. Eurycorypha zebrata ingår i släktet Eurycorypha och familjen vårtbitare. Inga underarter finns listade i Catalogue of Life.